# ویتاشتسه
ویتاشتسه (به لاتین: Witaszyce) یک روستا در لهستان است که در گمینا یاروچین (استان لهستان بزرگ‌تر) واقع شده‌است. ویتاشتسه ۴٬۳۰۰ نفر جمعیت دارد و ۱۲۸٫۸۹۶ متر بالاتر از سطح دریا واقع شده‌است.